# Wąwóz Ostryszni
Wąwóz Ostryszni – wąwóz na Wyżynie Olkuskiej będącej częścią Wyżyny Krakowsko-Częstochowskiej. Znajduje się między miejscowościami Glanów i Imbramowice i ciągnie się za pasem pól uprawnych po północno-wschodniej stronie drogi łączącej te miejscowości. Jest lewym odgałęzieniem Doliny Dłubni. Nazwa pochodzi od należącego do Imbramowic przysiółka Ostrysz (jego zabudowania znajdują się po północnej stronie dolnej części wąwozu).
Dno wąwozu i dolną część jego stromych zboczy porasta las. Wąwóz jest suchy, jego dnem płynie woda tylko po większych opadach atmosferycznych. Stały potok pojawia się dopiero przy wylocie wąwozu, już na obszarze bezleśnym. W orograficznie lewych zboczach Wąwozu Ostryczni wznosi się szereg zbudowanych z twardych wapieni skalistych skał. Dnem wąwozu prowadzi szlak turystyczny. W kolejności od północy na południe są to: Nowy Dom Poziomek, Organy, Cieplarnia, Szkatułka, Kowadło, bezimienna skała, Fortepian, Wielka Ostryszniańska, Murek z Wampirami, Pociski, Sanatorium, bezimienna skała. Skały te (poza bezimiennymi) są obiektem wspinaczki skalnej. W skałach znajdują się Jaskinia w Ostryszni, Schronisko Pionowe w Ostryszni oraz Schronisko Pierwsze.
Wąwóz Ostryszni ma również swoją historię. 15 sierpnia 1863 roku powstańcy styczniowi w wąwozie i na okolicznych terenach wsi Glanów i Imbramowice stoczyli bitwę z wojskami rosyjskimi (bitwa pod Imbramowicami i w Glanowie).

## Szlak turystyczny
Imbramowice (parking przy klasztorze) – Wąwóz Ostryszni – Glanów

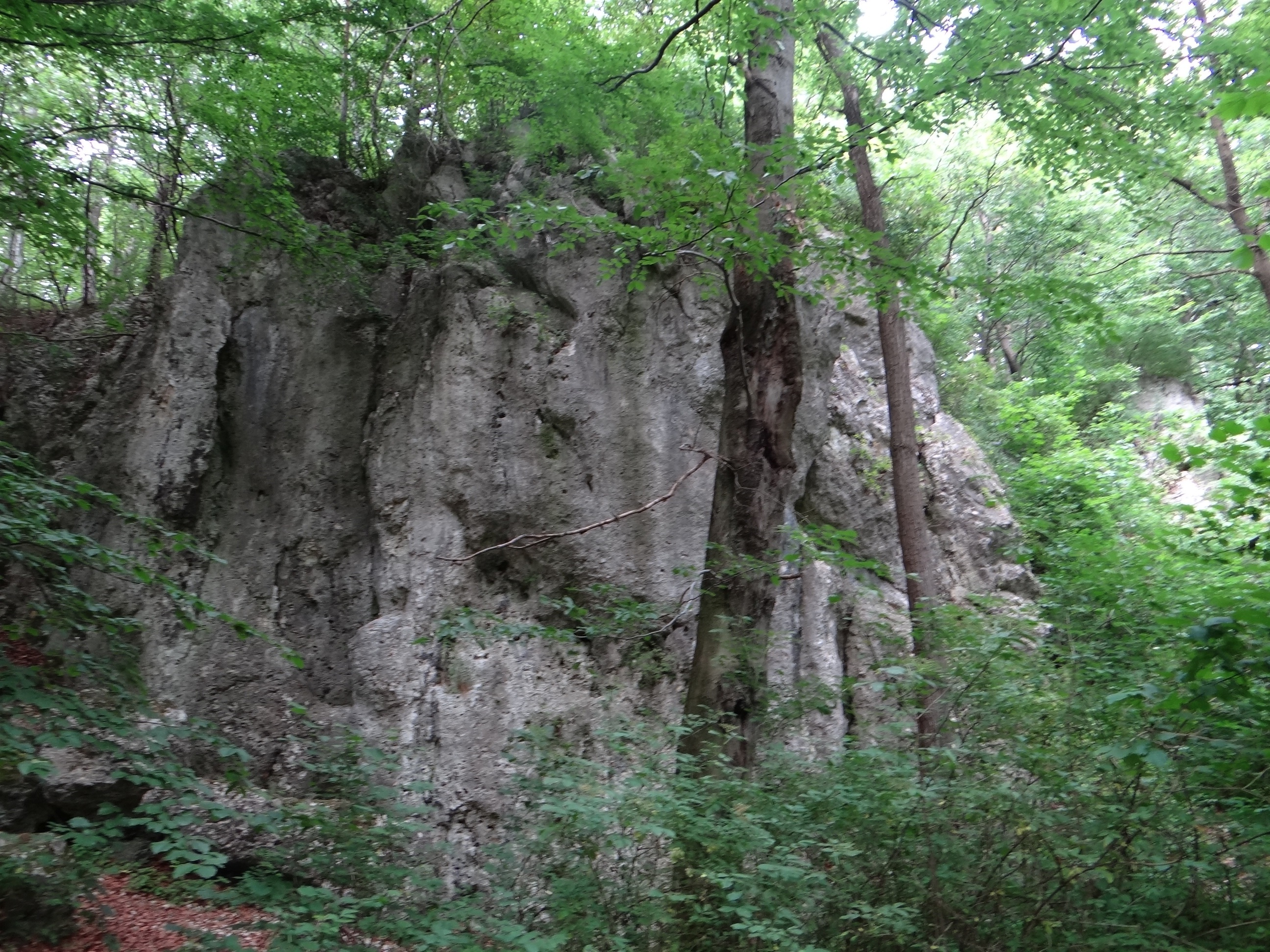
Cieplarnia
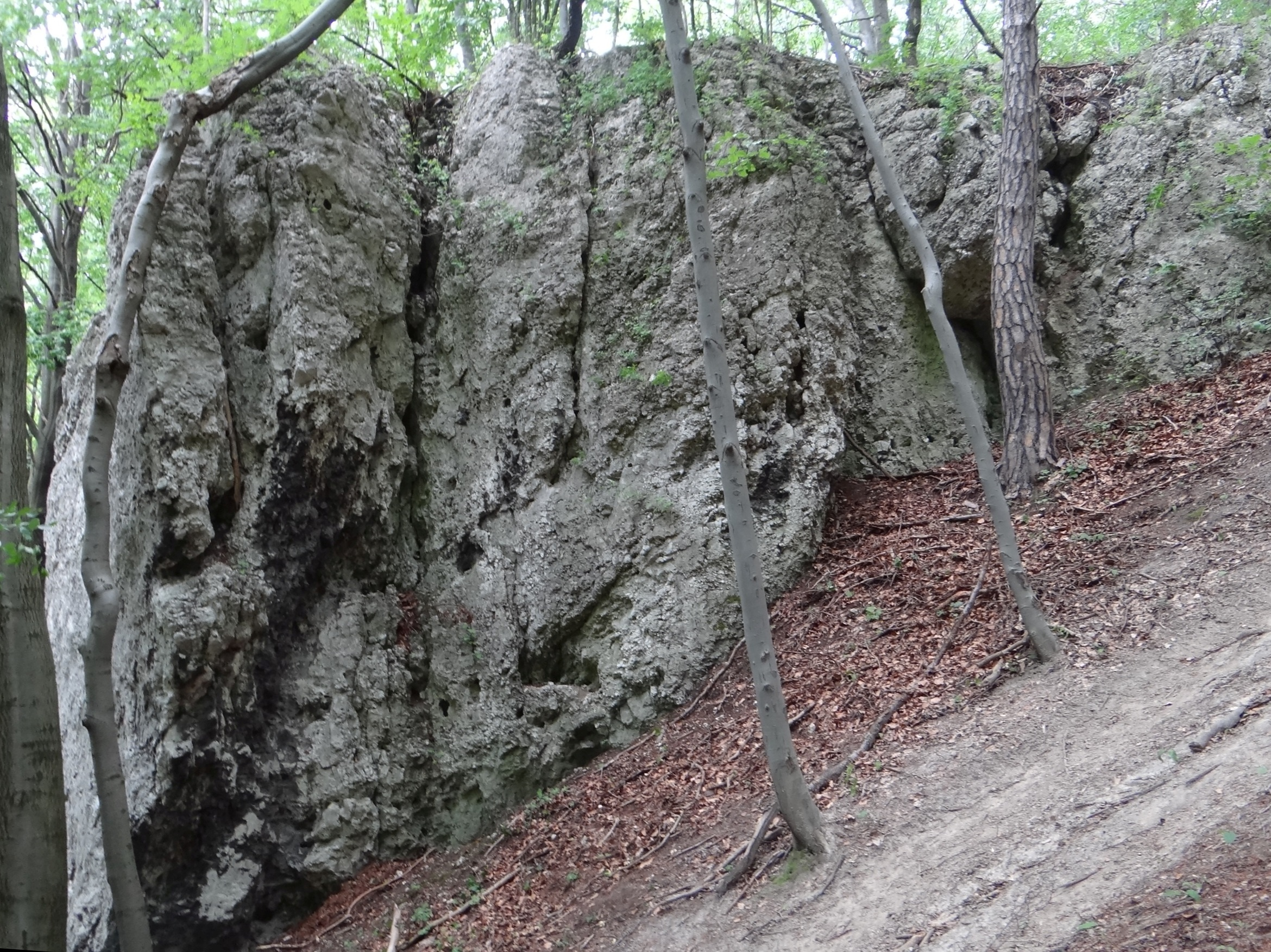
Fortepian
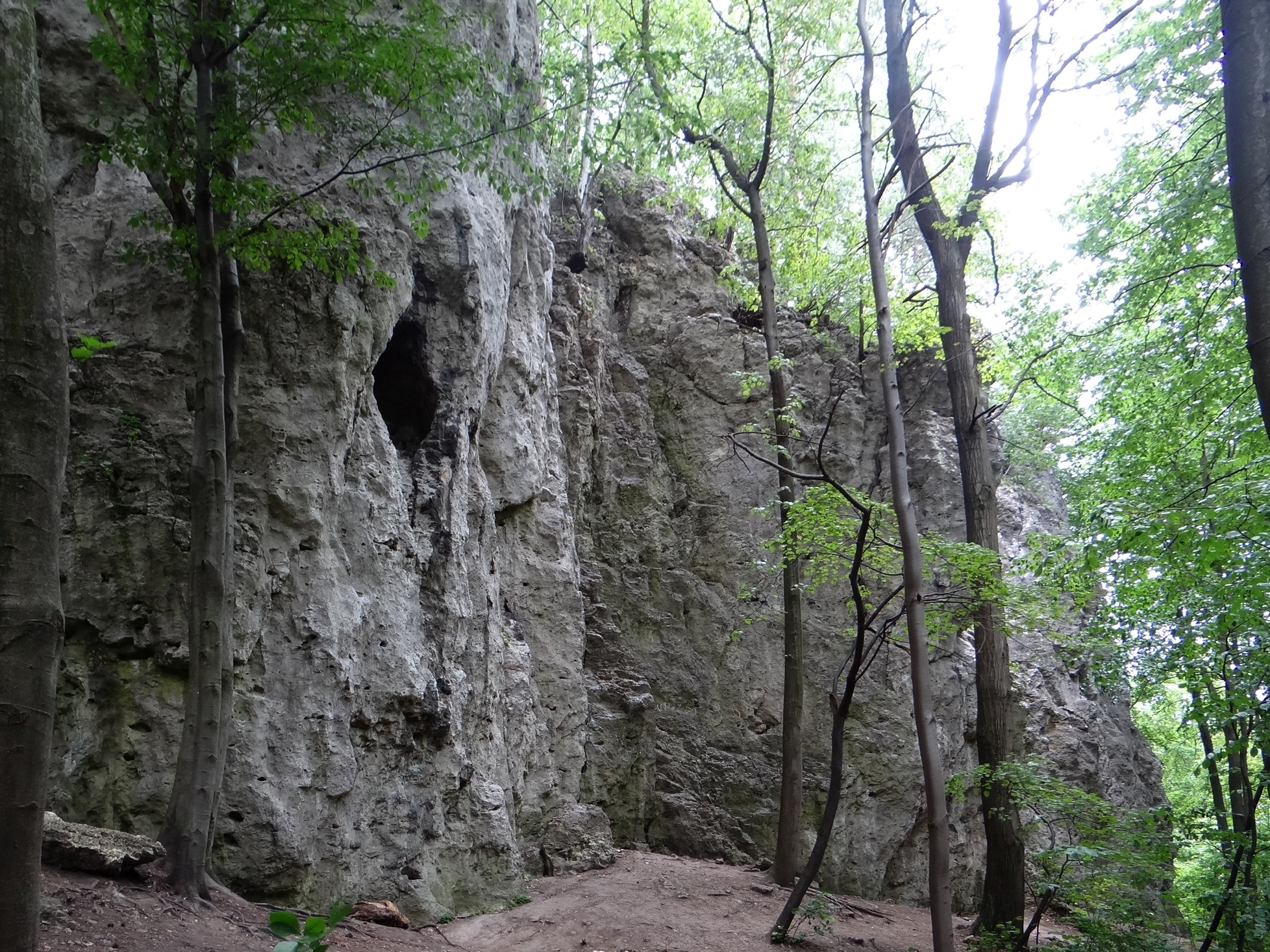
Organy
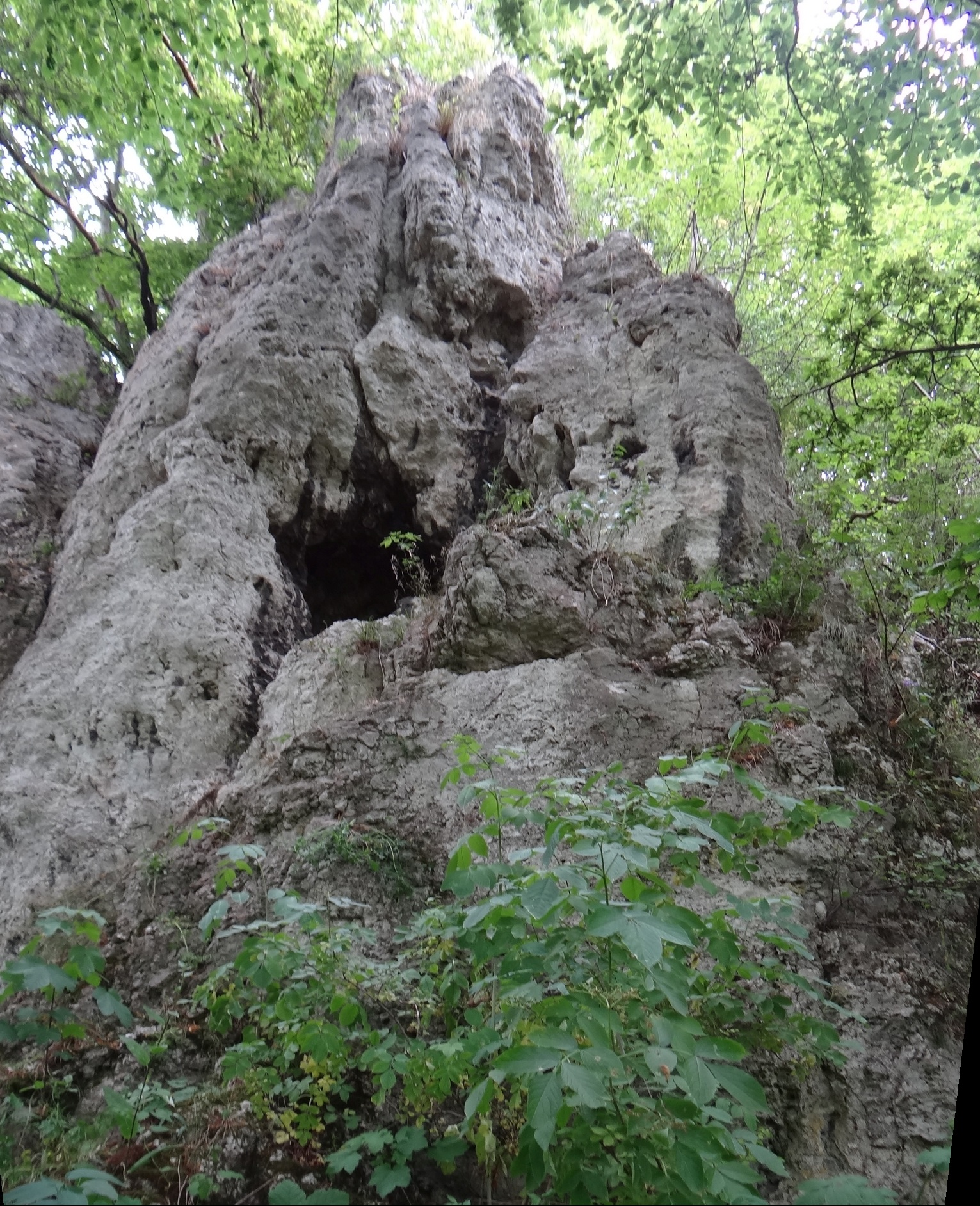
Pociski
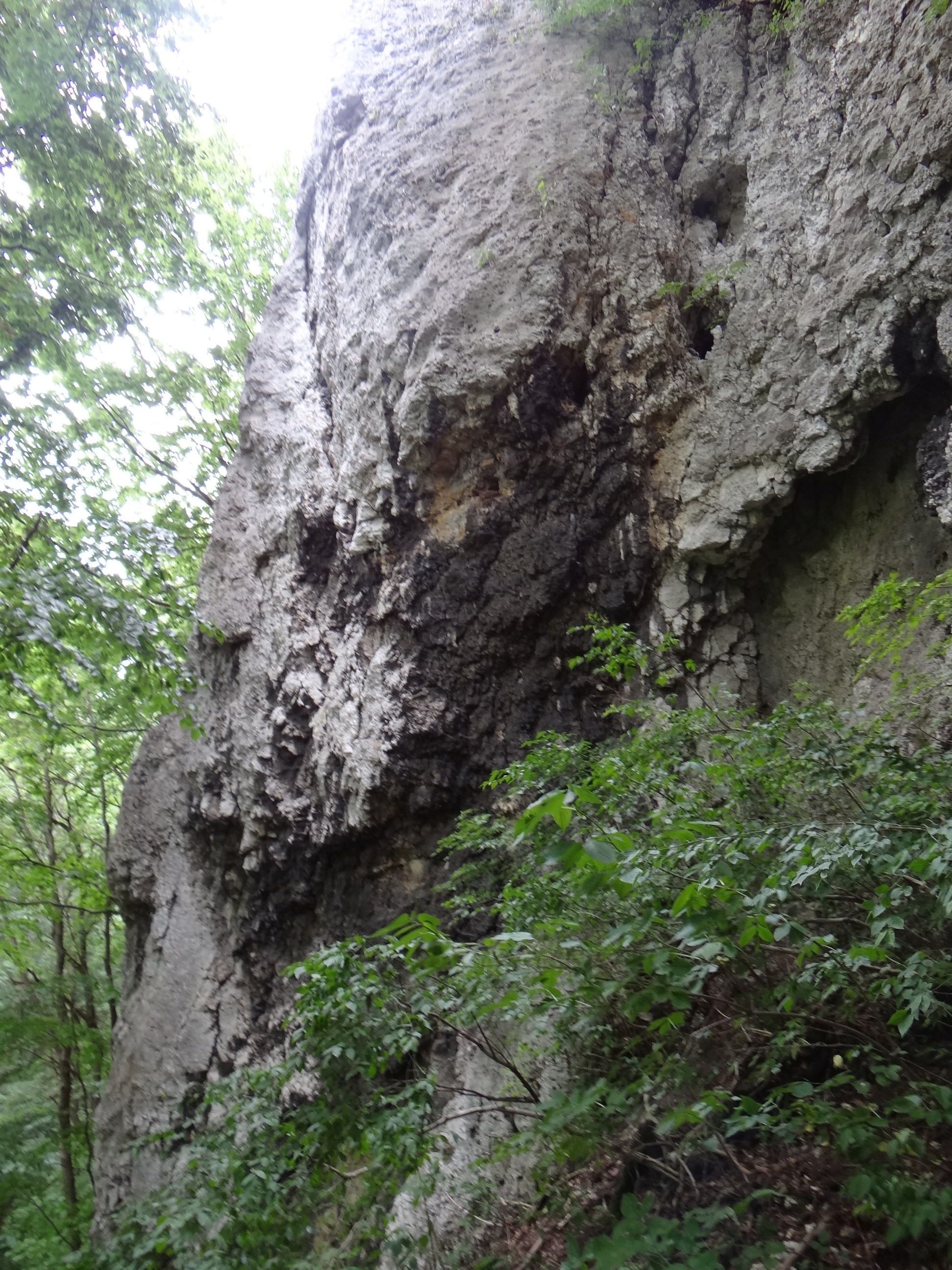
Wielka Ostryszniańska
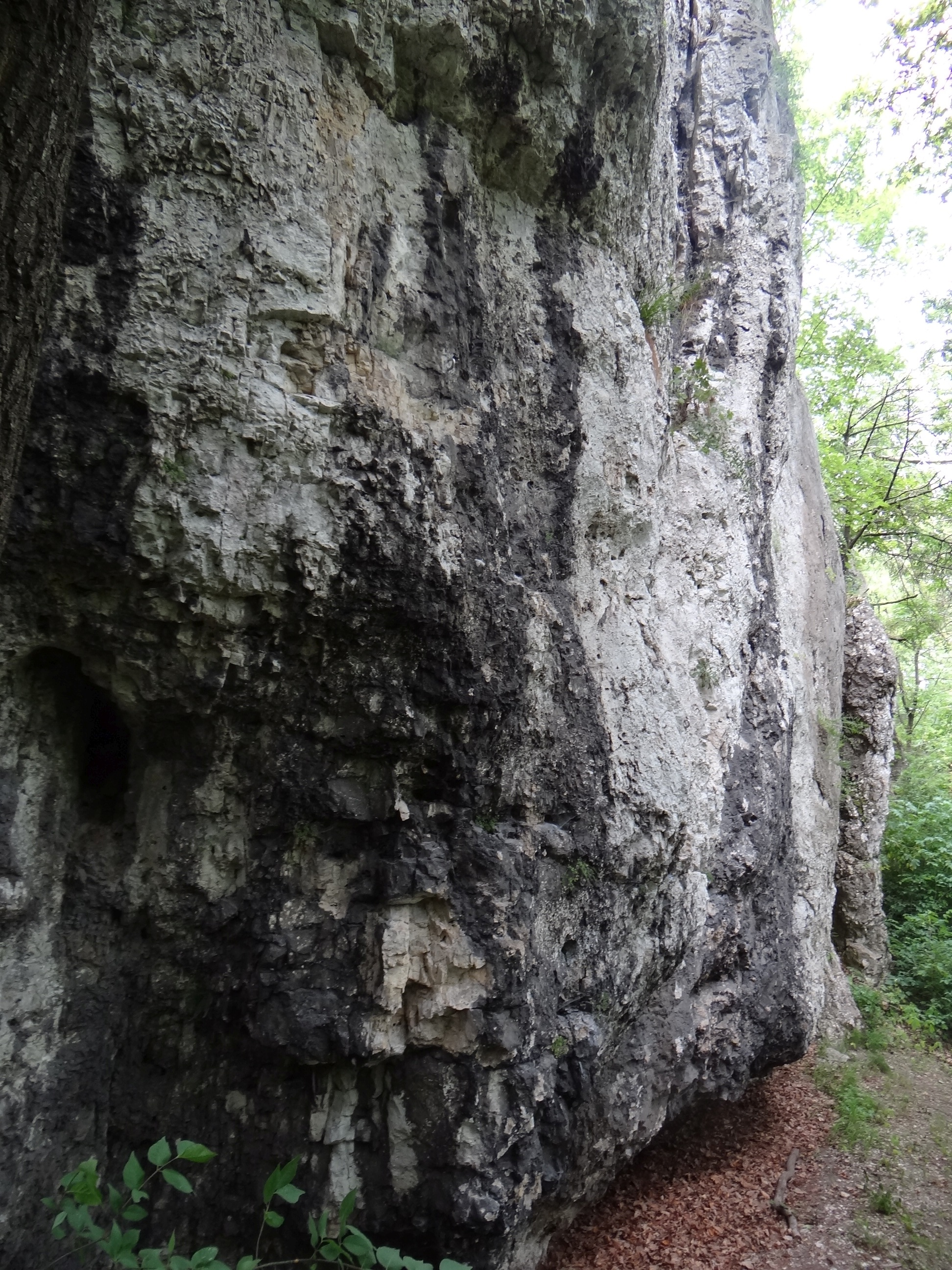
Sanatorium